# SPOCK1
SPOCK1‏ (SPARC (osteonectin), cwcv and kazal like domains proteoglycan 1) هوَ بروتين يُشَفر بواسطة جين SPOCK1 في الإنسان.